# 劉琢瑜
劉琢瑜，藝名劉夯（德弘淨），國寶級京劇演員，工淨行，著有《如何唱好戲》、《唱什麼都行》、《速成德文》等書。在台灣表演和教學多達十八年之久。學生有廖椿文、黃毅勇、吳仁傑、李彥龍、陳鴻鈞、高真南、張偉全、施宏駿、何致遠、戴立武、張安康、胡定中、羅德福、劉炳輝、劉榮安、林雲珠、徐純秋、殷曹萍（殷正陽之母）陳松勇（影帝）等三千多位。享有台灣之光稱讚和两岸第一花臉老師。
在北京中國戲曲學院表演系學習京劇表演專業，1982年取得學士學位，參加中國京劇院（現在的中國國家京劇院）表演工作。1986年到德國魏瑪李斯特藝術學院學習聲樂，獲得碩士學位。1990年創立梨園界武校宏揚國劇，1992年工作於柏林歌劇院（Komisch-Opera），1996年應邀從德國到台灣，加入國立國光劇團，並在國光藝校擔任教師。2010年加入吳興國的當代傳奇劇場，演出劇目《水滸108》、《康熙大帝與路易十四》、《欲望城國》、《暴風雨》等改編莎士比亞劇目。
曾獲台灣文建會頒發的文藝獎章、新文化獎、金鍾獎（復興廣播電台「花臉之聲」），1999年獲得中國文藝協會頒發的中國文藝獎章國劇表演獎。獲獎劇目有《鄭成功與台灣》（1999年）《閻羅夢》首演版（2001年）《胡雪巖》（2006年）《廖添丁》（2000）《大將春秋》（1998）《論英雄》（2002）《滿江紅》（2003）等多部作品。
代表臺灣多次在歐美各國巡演，被國人稱讚為：國劇推廣家。
师承：孙盛文、候喜瑞、王泉奎、赵荣欣、张洪祥、夏韵龙、景荣庆以及方榮翔、李榮威、趙咏泉、張關正等名師。1983年拜表演艺术家袁世海先生为入室弟子。常演传统剧目：《秦香莲》、《大探二》、《连环套》、《黑旋风》、《九江口》、《五台山》、《御果园》、《将相和》、《铡美案》、《铡判官》、《赤桑镇》、《刺王僚》、《刺张飞》、《飞虎山》、《洪洋洞》、《锁五龙》、《芦花荡》、《审潘洪》、《双李逵》、《野猪林》、《草桥关》、《断密涧》、《曹操》、《姚期》、《敬德装疯》、《七郎托兆》、《霸王别姬》、《斷后龙袍》、《徐龙进京》、《过五关斩六将》。
现代剧目：《杜鹃山》之 雷刚。《智取威虎山》之 李永奇 。《红灯记》之 鸠山。《海港》之 高志扬。《奇袭白虎团》之 方团长。《沙家浜》之 胡司令。儿童剧目：《红孩儿》之 牛魔王。《喜龙珠》之 老神仙。